# 1882 na literatura

## Eventos
1ª edição de Papéis Avulsos, livro de contos de Machado de Assis.

## Nascimentos
| Data           | Nome            | Profissão | Nacionalidade | Observações | Ref |
| -------------- | --------------- | --------- | ------------- | ----------- | --- |
| 25 de Janeiro  | Virginia Woolf  | escritora | Inglaterra    | m. 1941     |     |
| 2 de Fevereiro | James Joyce     | escritor  | Irlanda       | m. 1941     |     |
| 18 de Abril    | Monteiro Lobato | escritor  | Brasil        | m. 1948     |     |

## Mortes
| Data         | Nome                       | Profissão                       | Nacionalidade  | Observações | Ref |
| ------------ | -------------------------- | ------------------------------- | -------------- | ----------- | --- |
| 24 de Março  | Henry Wadsworth Longfellow | poeta                           | Estados Unidos | n. 1807     |     |
| 27 de Abril  | Ralph Waldo Emerson        | escritor, filósofo e poeta      | Estados Unidos | n. 1803     |     |
| 24 de Agosto | Luís Gama                  | advogado, jornalista e escritor | Brasil         | n. 1830     |     |